# Гребля Хаммам-Гроз
Гребля Хаммам-Гроз (Hammam Grouz) – гідротехнічна споруда на півночі Алжиру. Також відома як гребля Уед-Отманія (Oued El Athmania). 
Греблю спорудили в 1981 – 1987 роках на уеді Отманія, який відноситься до верхньої частини сточища уеду Руммель (Rhumel), що звивається між хребтами Тель-Атласу та у підсумку стає правою (і основною) твірною уеду Ель-Кебір (впадає до Середземного моря за три десятки кілометрів на схід від Джиджелю). Призначенням споруди є водопостачання, іригація та захист від повеней. Гребля Хаммам-Гроз дозволяє не лише накопичувати опади із власного водозбірного басейну площею 1130 км2, але й виступає важливим елементом системи перекидання води із гігантського (як для Алжиру) водосховища Бені-Харун, що створене нижче по сточищу на уеді Ель-Кебір, до ряду південних районів (греблі Кудіат-Лемдуар, Уркіс). 
В межах проекту долину уеду перекрили бетонною гравітаційною греблею висотою 50 метрів та довжиною 217 метрів. Обабіч споруди розташовані три водоскиди – один з порогом на рівні 727 метрів НРМ та два з рівнями 728,5 метра НРМ, що забезпечує перепуск під час повені до 4150 м3/с.
Гребля утворила водосховище площею поверхні 5 км2 та об’ємом 45 млн м3 з нормальним рівнем поверхні на позначці 727 метрів НРМ (під час повені може зростати до 736,5 метра НРМ). Із загального об’єму корисним рахується 32 млн м3, ще 4 млн м3 визначений як метрвий об’єм, а 9 млн м3 призначені для поступового заповнення наносами протягом 30 років.